# デイズ・オブ・アワ・ライブス
デイズ・オブ・アワ・ライヴス（Days of our Lives、略称DOOL、Days ）はアメリカ合衆国のNBCで放送されている昼ドラ。初回放送は1965年11月8日から平日にほぼ毎日放送されている、長寿番組の1つ。番組販売により世界中で放送されている。2013年に閉局するまでSoapnetで平日夜8時と10時に再放送されていた。番組制作はテッド・コーデイとベティ・コーデイの夫妻によって行われていた。アーナ・フィリップスがストーリー・エディターを務め、ウィリアム・J・ベルが初期のあらすじの多くを考案していた。2014年1月、2016年9月まで番組が継続することが発表された 。
1975年4月21日、番組の成功により、30分番組が60分番組に拡大された。この日から放送の途中でオリジナルの出演者であるマクドナルド・ケイリーの声で「We will return for the second half of "Days of Our Lives" in just a moment 」(間もなく番組後半が始まります)というフレーズが入るようになった。
物語はホートン家とブラディ家に焦点を当てている。これまで多くの家族が追加され、またその多くがその後も残っている。ホートン家の女家長を演じていたフランシス・レイドは2010年2月3日に彼女が亡くなる直前まで出演していた。1973年頃に初出演したスザンヌ・ロジャースは出演40周年を迎えた。スーザン・シーフォース・ヘイズは番組開始から約50年間出演し続けている唯一の出演者である。
2005年2月21日、放送1万回を迎え、2013年1月11日には放送1万2千回を迎えた。1970年代、他のドラマができなかったことに果敢に挑戦する大胆なドラマとされていた。現在、番組のエグゼクティヴ・プロデューサーはケン・コーデイ、グレッグ・ミン、リサ・ケザットである。この番組はアメリカのソープ・オペラで最も広く知られている作品である。タイトルの声は放送開始当時と同じ、マクドナルド・ケイリーのものである。この番組はシチュエーション・コメディ『フレンズ』でパロディ化され、クリスチャン・アルフォンソ、ローク・クリックロウ、マシュウ・アシュフォード、カイル・ロウダー、アリソン・スウィーニーなど何人かの出演者がこのエピソードに出演した。また女優のジュリア・ロバーツ、最高裁判所判事のサーグッド・マーシャル など著名人がこの番組のファンを公言している。

## 経緯
コーデイ夫妻とベルは、精神病院の医師を含む医者家庭を描くことにより従来の家族ドラマと医療ドラマを融合した。アメリカ合衆国中西部にある架空の町セイラムの中流から上流家庭を舞台に従来の愛、結婚、離婚、家庭生活に加え、医療や精神的問題についても描いている。元エグゼクティヴ・プロデューサーのアル・ラビンは、登場人物は心の中のことを打ち明けることを躊躇せず、情熱があると自負する。
『アズ・ザ・ワールド・ターンズ』などと比較して批評家は懐古趣味でないことを称賛し、現代のリアルなアメリカの家庭を描いているとした。1970年代まで、批評家は『デイズ・オブ・アワ・ライブス』は当時ドラマで触れられなかった人工授精や異人種婚などを取り上げ、最も破天荒な昼ドラとなるとみなしていた。1976年1月12日、『タイム』誌は昼ドラ出演者で唯一『デイズ・オブ・アワ・ライブス』出演者のビル・ヘイズ、スーザン・シーフォース・ヘイズを表紙に登場させた。ヘイズ夫妻は1970年に番組共演で出会って恋人役を演じて、1974年に実生活で結婚し、昼ドラ関連誌や主要プレスなど広く表紙を飾った。
1990年代、超自然現象に話を広げ、これまで世間に知られていたリアルな話から逸脱して批評家はすぐに酷評した。しかしこれが逆に昼ドラをよく見る世代である若年層から中年女性に受け、NBC5大番組の1つとなった。2006年、三度生き返ったジャック・デヴラの役について、演じるマシュウ・アシュフォードは「非現実的で難しかった。役者たちは脚本を見て「なんだこれは、カートゥーン ネットワークか」と言ったのだ」と語った。
1978年と2013年にデイタイム・エミー賞ドラマ部門作品賞、2000年と2013年に東部脚本家組合賞ドラマ賞を受賞したのを含み、多くの賞を受賞しており、批評家の称賛を集めている。また出演者たちも賞を受賞している。1974年と1975年にマクドナルド・キャリー(トム・ホートン医師役)が男優賞を受賞した。1975年にスーザン・フラネリ(ローラ・ホートン役)、2014年にエイリーン・デイヴィッドソン(クリステン・ディメラ)が女優賞を受賞した。1979年にスザンヌ・ロジャーズ(マギー・ホートン役)、1986年にリアン・ハンリー(アナ・ディメラ役)、2009年にタマラ・ブラウン(エイヴァ・ヴァイタリ) が助演女優賞を受賞した。1988年にビリー・ワーロック(フランキー・ブラディ役)、2009年にダリン・ブルックス(マックス・ブラディ役)が若年男優賞を受賞した。2009年、『デイズ・オブ・アワ・ライブス』にとって若年男優賞は21年ぶり、助演女優賞は23年ぶりの受賞となった。
1990年代より視聴率が下降してきた。2007年1月、NBCから2009年以降は継続できないと告げられた。2008年11月、ぎりぎりのところで2010年9月まで継続することが発表された。これまでの5年契約に比べて18か月間の更新は短い。2009年以降視聴率は徐々に回復してきた。2010年3月、再度2011年9月まで延長され、45周年となった2010年11月8日、2年後の2013年9月まで延長され、2014年の49周年までのオプションがつけられた。2014年1月、2年後の2016年9月までの延長が決まった。2010年11月8日の45周年より、ハイディフィニションで放送されている。
2011年9月26日、離れた視聴者を呼び戻し、長年のファンを楽しませるため新たなストーリー展開と視聴率向上のため公式に再起動した。またジャック・デヴラ(マシュウ・アシュフォード)、キャリー・ブラディ(クリスティ・クラーク)、オースティン・リード(パトリック・マルドゥーン)など過去に人気のあった登場人物を再登場させた。彼ら3人とサラ・ブラウンは以前コスト削減のため降板させられていたのだった。この再起動は批評家からは賛否両論であった。ヘッド・ライターのマーリン・マクファーソン、ダレル・レイ・トーマス・ジュニアが低視聴率のため次々と辞めさせられ、再起動のために別のヘッド・ライターが雇われた。番組改善のために一度辞めさせられたクリス・ホワイトセルと元エグゼクティヴ・プロデューサーのゲイリー・トムリンが再起用された。2012年4月、脚本家チームの強化に、デイタイム・エミー賞受賞者のロレイン・ブロデリックが起用された。『デイズ・オブ・アワ・ライブス』は全米で4番目に長い昼ドラとなった。
2014年11月30日、NBCはハリウッド・クリスマス・パレードから使用される『デイズ・オブ・アワ・ライブス』50周年の新たなロゴを作成した
2022年8月、NBCは同年9月12日から昼のニュース番組『NBCニュースデイリー』を放送するため、本番組を同日からNBCユニバーサル傘下の動画配信サービスであるPeacockでの独占配信に移行させることを発表した。

## あらすじ
1965年に放送開始された際、郊外に住むホートン家の悲劇、成功を描いていた。よりドラマティックな物語になるきっかけとして徐々にホートン家と交流する家族が追加された。当初家長のトム・ホートン医師と妻で主婦のアリスを主役に据えており、現在も時々話の中に登場する。最も長く語られた話の1つは、ミッキー・ホートンの妻ローラがミッキーの兄弟のビルにレイプされたことである。ローラは義理の父のトム医師を信じ、夫のミッキーには何も知らせないことにする。レイプにより息子マイケルが生まれるが、この秘密はミッキーの健康問題により明らかになってしまう。この話は1968年から1975年まで語られた。この話により番組開始以降初めてニールセン視聴率で上位に食い込んだ。他にラウンジ歌手のダグ・ウイリアムズと、トムとアリスの娘エイディ、そしてエイディの娘ジュリーが三角関係となり、この話は最も人気があった。1974年にエイディが亡くなり、1976年にダグとジュリーが結婚したことでクライマックスを迎えた。
1980年代初頭、ブラディ家とディミラ家が追加され、彼らのライバル関係は確固たるものとなった。当時、ヘッド・ライターのシェリ・アンダーソン、トム・レイシーナ、リア・レイマンによりアクションおよびアドベンチャーの要素を加え、そしてボ&ホープ、シェーン&キンバリー、パッチ&ケイラのように双方の地位が高いスーパーカップルが登場し、それまでホートン家の内部の問題に焦点を当てていた番組を再活性化させた。1990年代から、脚本家ジェイムズ・E・ライリーにより超常現象やSFをテーマにした話が加えられ、ブラディ家とディミラ家がハットフィールド家とマッコイ家の争いのような善対悪のライバル関係となった。ライリー在任中、視聴率は第2位を記録し、1999年に『パッションズ』製作のために離脱するまでこの記録は続いた。2006年、新たなヘッド・ライターとしてホーガン・シェファーが就いたが、視聴率は復活しなかったため番組プロデューサーは過去に人気のあった脚本家を再度採用することにした

### 記憶に残る話
ビル/ローラ/ミッキー、エイディ/ダグ/ジュリーの三角関係以外に記憶に残る話としては、1968年、朝鮮戦争から帰還した記憶喪失のトム・ホートン・ジュニアが妹マリーと互いに兄妹と知らずに恋に落ちた。ローマンと結婚しているマーレナ・ブラディにジョン・ブラックが横恋慕したために20年間の三角関係の悲劇となった。1982年、『Salem Strangler 』で「切り裂きジェイク｣と名付けられたジェイク・コシチェックが女性をストーキングして殺害した。1984年、『風と共に去りぬ』に沿って、ホープ・ウイリアムズ・ブラディとボ・ブラディは南部のプランテーションに忍び込み、スカーレット・オハラとレット・バトラーの扮装をした(ライバル局のABCがロサンゼルス・オリンピックを放送するため、視聴者をキープするために考案された)。1990年、『The Cruise of Deception 』で狂人アーネスト・トスカノが敵全員を船SSロレッタ号に招待し、捕虜にした。
1992年、ブラディ・パブが登場し、ヴィヴィアン・アラメイン、リザンヌ・ガードナー、ビリー・リード、ケイト・ロバーツなど新たな登場人物が追加され、番組はリニューアルされた。同年終盤、急速に成長したサミ・ブラディ(アリソン・スウィーニー)、キャリー・ブラディ(アンドリア・バーバー/クリスティ・クラーク/トレイシー・ミドゥンドフ/クリスティ・クラーク)、オースティン・リード(パトリック・マルドン)、ルーカス・ロバーツ(ブライアン・デイティロ)、エイブ・カーヴァーの弟ジョナ・カーヴァー(タイム・ルイス)、ジェイミー・コールドウェル(ミリアム・ペリシュ)、ウエンディ・リアドン(タミー・タウンセンド)が登場し、若い視聴者を獲得しようとした。しかし1997年までにジョナ、ジェイミー、ウエンディは役がなくなり視聴率は下がり、キャリー/オースティン/サミ/マイクの恋愛のもつれ、ウィル・ホートンの親権問題が主な話の流れとなった。
1993年、ヴィヴィアン・アラメインがカーリー・マニング医師を生きたまま埋めたことが衝撃を与え視聴率が上がった(脚本家ライリーの作品で議論を受けた最初)。1994年から1995年、町のクリスマス・ツリーが焼かれ、マーレナが『エクソシスト』のような格好で悪魔憑きとなった。
1996年から1998年、女優エイリーン・デイヴィッドソンが多く登場した。彼女の役クリステン・ブレイク・ディメラは流産で苦しんでいることを誰にも知らせず、ジョン・ブラックをマーレナから遠ざけようとし、ジョンの子をまだ身ごもっているように装った。ステファノはドッペルゲンガーのスーザン・バンクスを雇い、彼女のために妊娠および出産させることを思い付いた(この結果EJ"エルヴィス"ディメラが生まれた)。エイリーン・デイヴィッドソンはバンクス家の男性を含む4役を演じた。
2003年から2004年、『Melaswen 』で何人かの登場人物が仮面をした精神病質者に殺されたかに思われたが、後にMelaswen 島(New Salem の逆読み)に誘拐されたことが明らかになった。2007年、『Bradys and DiMeras: The Reveal 』で、ブラディ家とディミラ家の騒動がいかに始まったか語られた。
2010年6月23日に亡くなった女家長アリス・ホートンに敬意を表し、過去の登場人物達が再登場した。2011年6月23日、番組史上初の同性愛者ソニー・キリアキスが登場し、初めて同性愛について描かれた。ソニー役のフレディ・スミスはインタビューで「彼はとても自信に満ち溢れ、大人である。世界中を旅し、とても心が広い。私は彼を演じることがとても嬉しい」と語った。ソニーの登場に続き、ウィル・ホートンは自分の性的傾向に疑問を持ち、自分が同性愛者であることに気付いた。後にウィルはソニーと交際を始めた。
2012年1月26日、11,765話ではアフガニスタンや以前の戦争に出兵して心的外傷後ストレス障害の治療を受けている兵士へのトリビュートとして、ジャック・ドゥヴロウが経験を語った。またこの話は『Next On 』の番組宣伝を兼ねており、通常の番組とは趣が違っていた。

## 登場人物
1965年の『デイズ・オブ・アワ・ライヴス』放送開始時、主要登場人物はトム・ホートン(マクドナルド・ケイリー)、アリス・ホートン(フランシス・レイド)、ミッキー・ホートン(ジョン・クラーク)、マリー・ホートン(マリー・チータム)、ジュリー・オルセン(カーラ・ドアティ)、トニー・メリット(ドン・ビスコー)、クレイグ・メリット(デイヴィッド・マクレーン)の7名であった。1975年4月に30分から60分に放送時間が拡大し、登場人物は27名に増えた。1990年の25周年にはレギュラー、準レギュラー含めて約40名となった。
オリジナル・キャストでアリス役のレイドは2010年2月3日に亡くなるまで契約は続き、2007年12月まで出演し続けた。オリジナル・キャストでミッキー役のクラークは2004年まで出演し続けた。1973年より出演していたマギー役のスザンヌ・ロジャースと1968年から出演していたジュリー役のスーザン・シーフォース・ヘイズは短期間休暇を取っただけで現在も出演し続けている。1970年から出演し、シーフォース・ヘイズの夫でダグ・ウイリアムズ役のビル・ヘイズもシーフォース・ヘイズもレギュラーではなく準レギュラーとなった。
近年、元出演者の再登場が増えている。1999年より現在の約20名がレギュラー出演している。2005年、クリスティ・クラーク(キャリー・ブランディ役)、スティーブン・ニコルズ(スティーヴ・ジョンソン役)、オースティン・ペック(オースティン・リード)、メアリー・ベス・エヴァンズ(ケイラ・ブランディ役)、ジョセフ・マスコロ(ステファノ・ディミラ役)、タオ・ペングリス(トニー・ディミラ役)など1980年代から1990年代の出演者が再登場した。他にクリスタル・チャペル(カーリー・マニング医師役)、ルイス・ソレル(ヴィヴィアン・アラメイン役)なども再登場した。2010年6月、ジェニファー・ホートン、ビル・ホートン、シェイン・ドノヴァン、キンバリー・ブラディなどがアリス・ホートンへのトリビュートとして短期間再登場した。ゲスト出演者にはエリザベス・アレイなどがいた。2012年終盤、クリステン・ブレイク・ディミラ役の女優エイリーン・デイヴィッドソンが14年ぶりに再登場した。2013年中期、若い視聴者を獲得するためJJ・ディヴロウ、テレサ・ドノヴァンなどが新たに登場した。
2014年11月7日より、祖父、母親が日本人の日系アメリカ人プロ野球選手ポール・ナリタ(クリストファー)が登場している。同性愛者であり、祖父へのカミング・アウトは電話で日本語で行われ、この演技は批評家からの称賛を受けた。

## 概要
2007年に『パッションズ』が終了したことで、NBC唯一の昼ドラとなった。

## オープニング
番組のオープニングタイトルの背景には青空と白い雲の前で砂時計の砂が落ちる場面になっており、台詞の「Like sands through the hourglass, so are the "Days of Our Lives" (砂が砂時計を落ちるような、これが私たちの人生の日々(デイズ・オブ・アワ・ライブス))」と共に1965年の番組開始当初からほとんど変わっていない。1966年3月まで、アナウンサーのエド・プレンティスがこれを担当し、「連続ドラマ新番組『デイズ・オブ・アワ・ライブス』、主演はマクドナルド・キャリー」と追加されていた。1966年4月から、主演トム・ホートン医師役のキャリーが、1994年に肺癌で亡くなるまで担当し、「マクドナルド・キャリーです。では『デイズ・オブ・アワ・ライブス』」との台詞が追加されていた。1994年のキャリー没後、キャリーと遺族に敬意を表し、追加の台詞に変更はなくただカットされた
毎回流されるテーマ曲はチャールズ・アルバタイン、トミー・ボイス、ボビー・ハートが作曲した。放送開始以降ほとんど変わっていないが、1972年と1993年にウエイン・フィッツジェラルドとジュディ・ロレンにより映像がデジタル化された際に少しだけ変更され、2004年に8エピソードのみオーケストラ・アレンジが放送されたが、すぐに1993年版に戻された。2009年、長年使用された1993年版は終了して短縮版となった。2010年11月8日より、青空の色が少し変わり、現在ワイドスクリーンに対応している。ただし1993年版からほとんど変わっていない。

## 本作を取り上げた作品
本作はいくつかの作品で風刺または参考にされている。
SCTV はマーティン・ショート、アンドレア・マーティンによる昼ドラ風寸劇『デイズ・オブ・ザ・ウイーク』を放送した。
また『少女探偵ナンシー』のビデオ・ゲーム『Stay Tuned for Danger 』で『ライト・オブ・アワ・ラブ』(LOOL)としてパロディ化された。
『ザ・シンプソンズ』のエピソード『Pygmoelion 』で『デイズ・オブ・アワ・ライブス』を基にした架空の昼ドラ『イット・ネヴァー・エンズ』が登場した。
南アフリカ共和国のラジオ局5FMで平日朝に放送されていた『Days of our Mornings 』は『デイズ・オブ・アワ・ライブス』のパロディである。
『Oops!フェアリーペアレンツ』のエピソード『Add A Dad 』でパロディ・ネームとして『ダッズ・オブ・アワ・ライブス』が使用された。
『Dr.HOUSE』のエピソード『Gut Check 』で『デイズ・オブ・アワ・ライブス』のような番組に出演している架空の子役が登場した。
『Blue Collar TV 』でパロディ『ホワイト・トラッシュ・デイズ・オブ・アワ・ライブス』として、オープニングの台詞を少し変えて「Like beer through a redneck, so are the white trash days of our lives (ビールがレッドネックを通るような、これが私たち貧困白人の人生の日々)」とされた。
『ギルモア・ガールズ』シーズン2第10話『The Bracebridge Dinner 』で、エミリーとリチャードの喧嘩の後にエミリーが出て行ってからローレライが「Like sands through the hourglass, so are the Gilmores of Our lives (砂が砂時計を通るような、これが私たちのギルモア生活)」と語る。

### 『フレンズ』シリーズに於ける本作
NBCのシットコム『フレンズ』では、主人公の一人であるジョーイ・トリビアーニ（マット・ルブランク）がドレイク・ラモレー医師役で本作に出演していた。
本作はカリフォルニア州で撮影していたにもかかわらず、『フレンズ』ではニューヨーク州で撮影されていることになっていた。
本作に出演しているキャストがゲスト出演することもあり、サマンサ・ブラディ役のアリソン・スウィーニー、ホープ・ブラディ役のクリスチャン・アルフォンソ、マイク・ホートン役のローク・クリッチロウ が『フレンズ』に登場した。ジョーイが屋根の上で「昼ドラパーティ」を開催したエピソードではジョーイの共演者としてマシュー・アシュフォードとカイル・ラウダーが登場した。
ドレイクは故障中のエレベーターから転落して死んだことになっていたが、ジョーイは脚本家たちに抗議して 後にジェシカ・ロックハート(スーザン・サランドン)から脳移植を受けて復活させてもらった。これは、本作で死んだと思われた登場人物が復活するケースが多いことをネタにしたものであった。
スピンオフ・シットコム『ジョーイ』において、ジョーイは手術中に刺殺される演技で死亡シーン賞にノミネートされた。
なお、『フレンズ』シリーズ日本語版では本作を『愛の病院日誌』という独自の邦題で呼称していた。

## ファン
著名な人々もこの番組のファンを公言している。1976年、『タイム』誌において、当時合衆国最高裁判所判事であったサーグッド・マーシャルは『デイズ・オブ・アワ・ライブス』を見るために午後1時から1時間の休憩をとると語った。2002年、『デイズ・オブ・アワ・ライブス』のファンである女優ジュリア・ロバーツはピープルズ・チョイス・アワードにおいて席を『デイズ・オブ・アワ・ライブス』の出演者の近くにしてもらうよう頼み、受賞スピーチでは「『デイズ・オブ・アワ・ライブス』の出演者がいらっしゃるからとても緊張する」と語った。『Melaswen 』のエピソード放送中の2004年、『エンターテインメント・ウィークリー』誌においてロバーツは「『デイズ・オブ・アワ・ライブス』は変な方向に向かっている」と語った。1998年、『タイム』誌はモニカ・ルインスキーが『デイズ・オブ・アワ・ライブス』の熱烈なファンで、高校卒業アルバムにこれに関した詩を掲載していると報じた。またこの記事ではホワイトハウスで起こったルインスキーと当時のビル・クリントン大統領との出来事を『デイズ・オブ・アワ・ライブス』になぞらえた。ベストセラー作家のブライアン・キーンはインタビューの中で、1983年から『デイズ・オブ・アワ・ライブス』を見ており、毎日この時間を執筆の休憩に充てていると語った。

## 主な受賞歴
デイタイム・エミー賞ドラマ部門
- 作品賞
  - 1978年[84]
  - 2013年[85]
- 主演男優賞
  - 1974年、1975年、マクドナルド・キャリー(トム・ホートン役)[86][87]
- 主演女優賞
  - 1975年、スーザン・フラナリー(ローラ・ホートン役)[88]
  - 2014年、エイリーン・デイヴィッドソン(クリステン・ディメラ役)[89]
- 助演男優賞
  - 2014年、エリック・マートルフ(ブラディ・ブラック役)[90]
- 助演女優賞
  - 1979年、スザンヌ・ロジャーズ(マギー・ホートン役)[91]
  - 1986年、リアン・ハンリー(アナ・ディメラ役)[92]
  - 2009年、タマラ・ブラウン(エイヴァ・ヴァイタリ役)[93]
- 若年男優賞
  - 1988年、ビリー・ワーロック(フランキー・ブラディ役)[94]
  - 2009年、ダリン・ブルックス(マックス・ブラディ役)[95]
  - 2012年、2013年、2014年、チャンドラー・マッシー(ウイル・ホートン役)[90][95][96]
- 脚本賞
  - 1976年[97]
  - 2012年[96]

全米監督協会賞昼ドラ部門
- 1999年[98]

GLAADメディア賞昼ドラ部門
- 2012年[99]
- 2013年[100]
- 2014年[101]
- 2015年[102]

ピープルズ・チョイス・アワード昼ドラ部門
- 1997年[103]
- 1998年[104]
- 2002年[105]
- 2003年[106]

全米脚本家協会賞昼ドラ部門
- 2000年[107]
- 2014年[108]